# Toscanito y los detectives
 Toscanito y los detectives es una película en blanco y negro de Argentina dirigida por Antonio Momplet según el guion de Ariel Cortazzo sobre la novela Emilio y los detectives de Erich Kastner que se estrenó el 17 de marzo de 1950 y que tuvo como protagonistas a Toscanito, Hugo Lanzillotta, Rafael Frontaura y Beba Bidart.Hay una película anterior de Alemania sobre la misma novela titulada Emilio y los detectives o Emil und die detektive dirigida en 1931 por Gerhardt Lamprecht sobre guion de Billy Wilder.

## Sinopsis
Una pandilla de niños hace apresar a una banda de asaltantes.

## Reparto
- Toscanito …Toscanito
- Hugo Lanzillotta …Emilio
- Rafael Frontaura
- Beba Bidart
- María Esther Buschiazzo …Abuela
- Mónica Linares
- Alberto Barcel
- Margarita Canale …Pony Gorrito
- Paride Grandi …Padre de Toscanito
- Esther Bence …Mercedes
- Zita Rosas …Tía Marta
- Raúl Luar …Tío Eduardo
- Luis García Bosch …Investigador
- Roberto Bordoni …Hombre 1 en ascensor
- Ricardito Van Den …Niño inválido
- Fernando Campos …Policía
- Pablo Cumo …Pasajero en tren
- Pura Díaz …Mujer en tren
- Héctor Oscar Secondi …El profesor
- Manuel Alcón …Sebastián, el camarero
- Jorge Villoldo …Guarda en tren
- Marcelo Lavalle …Maletero en hotel
- Warly Ceriani …Hombre 2 en ascensor
- Rafael Diserio …Gerente de banco
- Luis García Bosch	... 	Investigador

## Comentarios
Manrupe y Portela escriben que es una aventura policial para lucimiento de un astro infantil en su apogeo y la revista Set dijo:

”La película en sí tiene un interés relativo para el público mayor…La técnica es en general buena”.